# 路易斯·何塞·德·奧貝戈索
路易斯·何塞·德·奧貝戈索（Luis José de Orbegoso，1795年8月25日—1847年2月5日），秘魯總統，1833年至1835年在任。1835年奧貝戈索被菲利佩·薩拉貝里推翻，隔年奧貝戈索與玻利維亞總統安德烈斯·德·桑塔·克魯斯結盟並重新掌權，秘魯-玻利維亞邦聯成立。

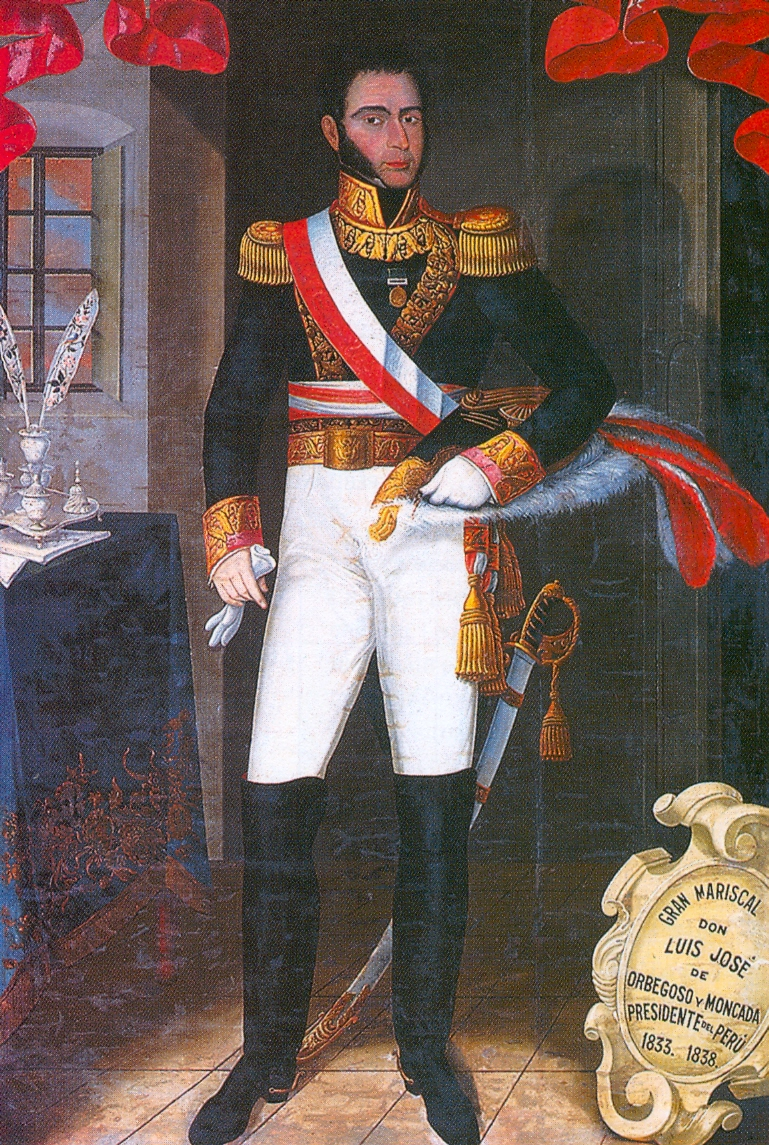
路易斯·何塞·德·奧貝戈索